# 木崎賢治
木崎 賢治（きさき けんじ、1946年 - ）は、日本の音楽プロデューサー。（株）ブリッジ代表取締役。

## 経歴
東京都出身。東京外国語大学フランス語学科卒業。渡辺音楽出版出身で沢田研二や吉川晃司のプロデュースを手がけた。1986年よりフリー。1988年に個人事務所キーカンパニー、1994年に音楽出版社ブリッジを設立。今ではウソツキ、アイラブミーなどを手がげている。

## 担当したアーティスト
- アグネス・チャン
- 安藤秀樹
- 伊藤銀次
- 大沢誉志幸
- 吉川晃司
- 沢田研二
- TRICERATOPS
- BUMP OF CHICKEN
- 福山雅治 - 福山自身、初めてのラブソングとなる「Good night」を作詞する際、木崎とのやりとりのおかげで出来上がっていったと語っている[1]。
- 槇原敬之
- 松本明子
- MinxZone
- 山下久美子